# Баханай (река)
Баханай (Бааханы, Бахынай; якут. Бааһынай) — река в Восточной Сибири, приток реки Лена.
Длина реки составляет 250 км, площадь водосборного бассейна — 2930 км². Характерны летние дождевые паводки. Протекает через село Баханай. Впадает в реку Лена слева на расстоянии 835 км от её устья, в 1 км к югу от устья реки Тарын-Юрэх.
Притоки: Хаайыылаах-Аппата, Бере-Юрягэ, Аччыгый-Тумуллаах, Улахан-Тумуллаах, Кюёнэхтээх, Улэгир, Элгэр-Юрях, Бэстях-Салата, Сибекки-Юрягэ, Орто-Юрях, Онгхоккой.
По данным государственного водного реестра России относится к Ленскому бассейновому округу. Код водного объекта — 18030900112117500004636.